# تاندی ادیبیمپ
تاندی ادیبیمپ (انگلیسی: Tunde Adebimpe؛ زادهٔ ۲۶ فوریهٔ ۱۹۷۵) موسیقی‌دان اهل ایالات متحده آمریکا است.
از فیلم‌هایی که وی در آن نقش داشته است، می‌توان به ریچل ازدواج می‌کند اشاره کرد.